# Liam Reilly
Liam Reilly (Dundalk, 29. siječnja 1955. – 1. siječnja 2021.), irski pjevač, tekstopisac i bivši član grupe Bagatelle. Bagatelle je 1978. osnovao bubnjar Walter (Wally) McConville zajedno s basistom Kenom O'Brienom i gitaristom Johnom Doyleom. 1980. je za vrijeme snimanja debitantskog albuma sastava primio ponudu da ostavi sastav i započne solo karijeru. On je odbio. Sredinom 1980ih je napustio sastav, te se preselio u američki Savannah, Georgia, gdje je započeo solo karijeru. U to je vrijeme izdao album 'Savannah Serenade'. 1990. se za Irsku kvalificirao na Euroviziju s pjesmom "Somewhere in Europe".  gdje je završio 2. 1991. se ponovno kvalificirao na Euroviziju kao kompozitor. Pjesmu je izvodila Kim Jackson.